# Amphechinus
Az Amphechinus az emlősök (Mammalia) osztályának Eulipotyphla rendjébe, ezen belül a sünfélék (Erinaceidae) családjába és a tüskés sünök (Erinaceinae) alcsaládjába tartozó fosszilis nem.

## Tudnivalók
Az Amphechinus nevű fosszilis sünnem Európában és Ázsiában jelent meg az oligocén kor idején, és a miocén korban egyes fajai átvándoroltak Afrikába, valamint Észak-Amerikába is.
Ezt a taxont 1850-ben Auguste Aymard francia őslénykutató írta le és nevezte meg, illetve besorolta a sünfélék családjába. 1981-ben Rich és 2000-ben Pickford és társai megerősítették az idetartozását.
J. I. Bloch, K. D. Rose és P. D. Gingerich nevű kutatók, miután alaposan megvizsgáltak egy példányt, arra a következtetésre jutottak, hogy az állat körülbelül 175 grammot nyomhatott.

## Rendszerezés
A nembe az alábbi 14 faj tartozik:
- †Amphechinus akespensis
- †Amphechinus arvernensis
- †Amphechinus baudelotae
- †Amphechinus edwardsi
- †Amphechinus ginsburgi
- †Amphechinus golpeae
- †Amphechinus horncloudi
- †Amphechinus intermedius
- †Amphechinus kreuzae
- †Amphechinus major
- †Amphechinus microdus
- †Amphechinus minutissimus
- †Amphechinus robinsoni
- †Amphechinus taatsiingolensis

## Fordítás
- Ez a szócikk részben vagy egészben  az   Amphechinus című angol Wikipédia-szócikk ezen változatának fordításán alapul.  Az eredeti cikk szerkesztőit annak laptörténete sorolja fel. Ez a jelzés csupán a megfogalmazás eredetét és a szerzői jogokat jelzi, nem szolgál a cikkben szereplő információk forrásmegjelöléseként.